# عشرة (فلم)
عشرة (بالفارسية: ده) فيلم دراما للمخرج الإيراني عباس كيارستمي يندرج تحت نوعية الأفلام المسماة (تسجيلي-روائي) من بطولة مانيا أكبري وأمين ماهر، صدر عام 2002، ورُشح لجائزة السعفة الذهبية في مهرجان كان 2002.
تلقى الفيلم مراجعات إيجابية من النقاد بسبب مناقشة التمييز ضد المرأة، تم حظر الفيلم في إيران. وجهت الممثلتان الرئيسيتان للفيلم دعوات للموزع لوقف عرضه بسبب مزاعم بالسرقة الأدبية وسوء المعاملة موجهة للمخرج كياروستامي.
صدر الفيلم في فرنسا في 20 مايو 2002 (مهرجان كان السينمائي) العرض الأول 
صدر في المملكة المتحدة في 18 أغسطس 2002 (مهرجان ادنبره السينمائي الدولي) 
صدر في كندا في7 سبتمبر 2002 (مهرجان تورونتو السينمائي الدولي)
منح موقع قاعدة بيانات الأفلام على الإنترنت (IMDB) الفيلم درجة 7.4/ 10.

## أحداث الفيلم
يتكون الفيلم من عشرة حوارات بين سيدة تقود سيارتها هي الممثلة الإيرانية مانيا اكبرى والعشرة حوارات بينهم فواصل تحدد رقم الحوار المتسلسل من 10 إلى 1. الأشخاص المشاركون في الحوارات والراكبون في المقعد المجاور لبطلة الفيلم وقائدة السيارة والذين تصطحبهم لأغراض مختلفة وأحيانا تركبهم من على الطريق بغرض مساعدتهم للوصول لمكان ما، وهم:
ابنها الطفل «أمين» وأختها وعروس وسيدة ذاهبة للصلاة في أحد الأضرحة وعاهرة ركبت سيارة البطلة وهي تظن أن قائد السيارة رجل! أهم الموضوعات التي تناقشها قائدة السيارة مع من تصطحبهم هو موضوع طلاقها من أبو ابنها «أمين» وزواجها من آخر. الحوار الأول يستمر لمدة 17 دقيقة في خلاف واضح ورفض من الابن لزواج أمه من آخر. والحوار الثاني مع أختها المعلمة  حول صعوبة التفاهم مع الأبناء. أما الحوار الثالث مع سيدة عجوز تذهب إلى ضريح للصلاة ثلاث مرات يوميا. والحوار الرابع مع عاهرة تظن أن قائدة السيارة ستقوم بوعظها وبمجرد أن تترك العاهرة سيارة البطلة تلتقطها سيارة أخرى. حوار آخر مع الأخت وهي تبكي من زوجها الذي يهجرها بعد 7 سنوات معا. اللقطة الأخيرة وقائدة السيارة تصطحب ابنها من بيت الأب إلى بيت الجدة.

## تفاصيل عن طاقم الفيلم
بالرغم من أن بطلة الفيلم  «مانيا أكبرى» هي ممثلة وأيضا مخرجة ومؤلفة  بدأت مسيرتها الفنية عام 1991، الا أن أكثر طاقم الفيلم هم اشخاص ليس لهم خبرة بالتمثيل وهذه طريقة المخرج  «عباس كيارستمى» فهو دائما يلتقط أبطال أفلامه من أشخاص عاديين كما في فيلمه «الذهب القرمزي Crimson Gold» الذي أسند بطولته للشاب «حسين عماد الدين» الذي يعمل في توصيل البيتزا ويعاني من الانفصام الارتيابي.  يقوم بدور الطفل «أمين» ابن الممثلة مانيا أكبرى في الحقيقة وفي الفيلم الطفل أمين ماهر.

## التصوير
صوِّر الفيلم بكاميرتين رقميتين مثبتتين على جانبي سيارة تقودها بطلة الفيلم لتظهر وحدها على الشاشة أو يظهر من تحاوره على الشاشة بمفرده فلا نجد مشهد يجتمع فيه طرفي الحوار.

## الفيلم على قوائم أفضل الأفلام
احتل الفيلم المرتبة 447 في قائمة مجلة إمباير الإنجليزية الصادرة عام 2010 لأفضل 500 فيلم  في تاريخ السينما، واحتل المركز 47 في أفضل 100 فيلم من أفلام الدول الناطقة بغير الإنجليزية لعام 2010.
مجلة دفاتر السينما الفرنسية وضعت الفيلم في المرتبة العاشرة في قائمة أفضل الأفلام للفترة مابين عامي 2000-2009  وفي استفتاء للنقاد أجرته إذاعة بي بي سي عن أفضل الأفلام منذ العام 2000 احتل الفيلم المركز 98. أما صحفية الغارديان البريطانية وفي قائمة أفضل 100 فيلم في القرن 21 فقد احتل هذا الفيلم المركز 76.

## الإنتاج
هذا هو الفيلم الثالث للمخرج عباس كيارستمي الذي ينتجه له الممول والمنتج الفرنسي مارين كارميتز.

## وصلات خارجية
- مقالات تستعمل روابط فنية بلا صلة مع ويكي بيانات